# 2011
2011 (MMXI) var ett vanligt år som började en lördag i den gregorianska kalendern. FN har utropat 2011 till skogsåret och kemiåret.

## Händelser

### Januari
- 1 januari
  - Det svenska Jordbruksdepartementet, som har funnits sedan 1900, ombildas och bildar istället Landsbygdsdepartementet.
  - Åbo (Finland) och Tallinn (Estland) blir Europas kulturhuvudstäder för året.
  - Estland inför euron som valuta och blir således en del av euroområdet.
  - Dilma Rousseff tillträder som Brasiliens president efter Lula da Silva.
  - Ungern övertar ordförandeskapet i Europeiska unionens råd efter Belgien.
- 2 januari – Spanien förbjuder rökning på offentliga platser.
- 4 januari – En partiell solförmörkelse inträffar.

Sydsudan självständigt.

- 9–15 januari – Sydsudan håller en folkomröstning om självständighet.[2][3]

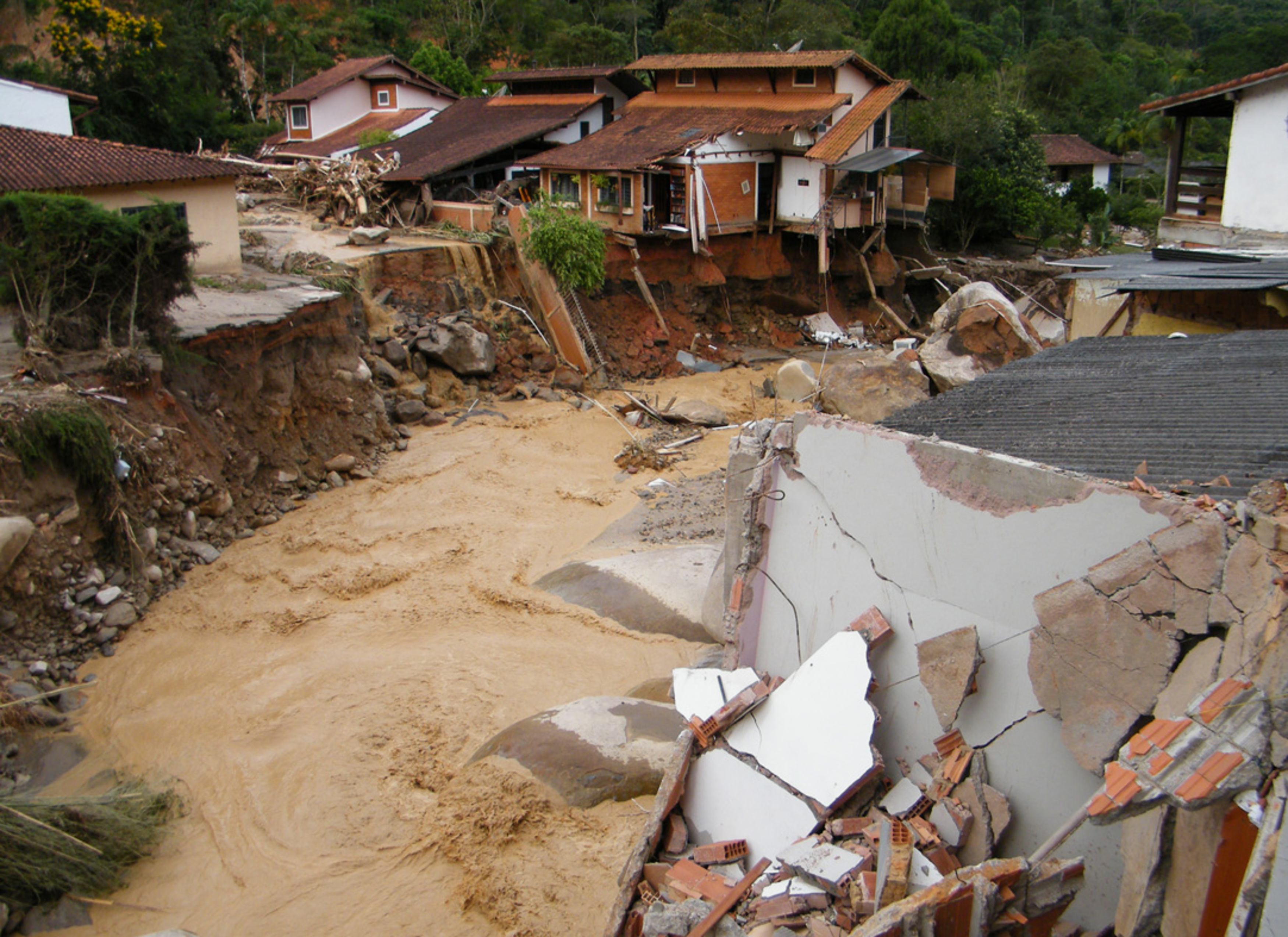
Lerskred i Brasilien.

- 11 januari – Lerskred i Brasilien dödar över 800 personer [4]
- 13 januari – Tankfartyget Waldhof förliser i Rhen vid klippan Lorelei.  Två personer omkommer och sjöfarten blockeras i en månad.[5]
- 14 januari – Tunisiens president Zine El Abidine Ben Ali flyr landet efter våldsamma protester som riktats mot hans styre.
- 24 januari – Ett bombdåd utförs på Domodedovos internationella flygplats i Moskva, där 35 människor omkommer och 130 skadas [6].
- 25 januari – Stora protester inleds i Egypten mot president Hosni Mubarak och hans regim.

### Februari

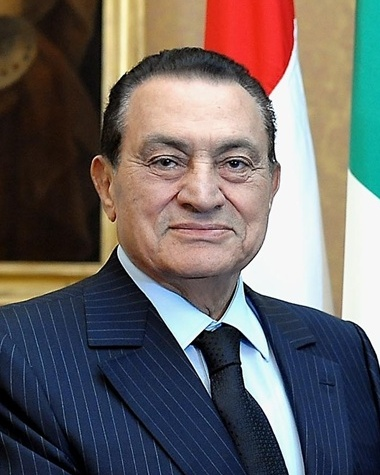
Hosni Mubarak avgår.

- 7 februari – En kraftig storm drar in över norra Europa.
- 11 februari – Egyptens president sedan 1981, Hosni Mubarak, avgår efter omfattande protester mot honom och landets regim.[7].
- 15 februari – Protester mot kungafamiljen i Bahrain leder till att flera personer dödas och skadas.
- 17 februari – Omfattande protester inleds i Libyen mot Muammar al-Gaddafi, landets diktator sedan 1969.
- 22 februari–14 mars – Osäkerhet om fortsatt libysk oljeproduktion gör att priset på råolja stiger med 20% under en tvåveckorsperiod efter protesterna i arabvärlden.[8]
- 22 februari – Jordbävningen i Christchurch i februari 2011

### Mars

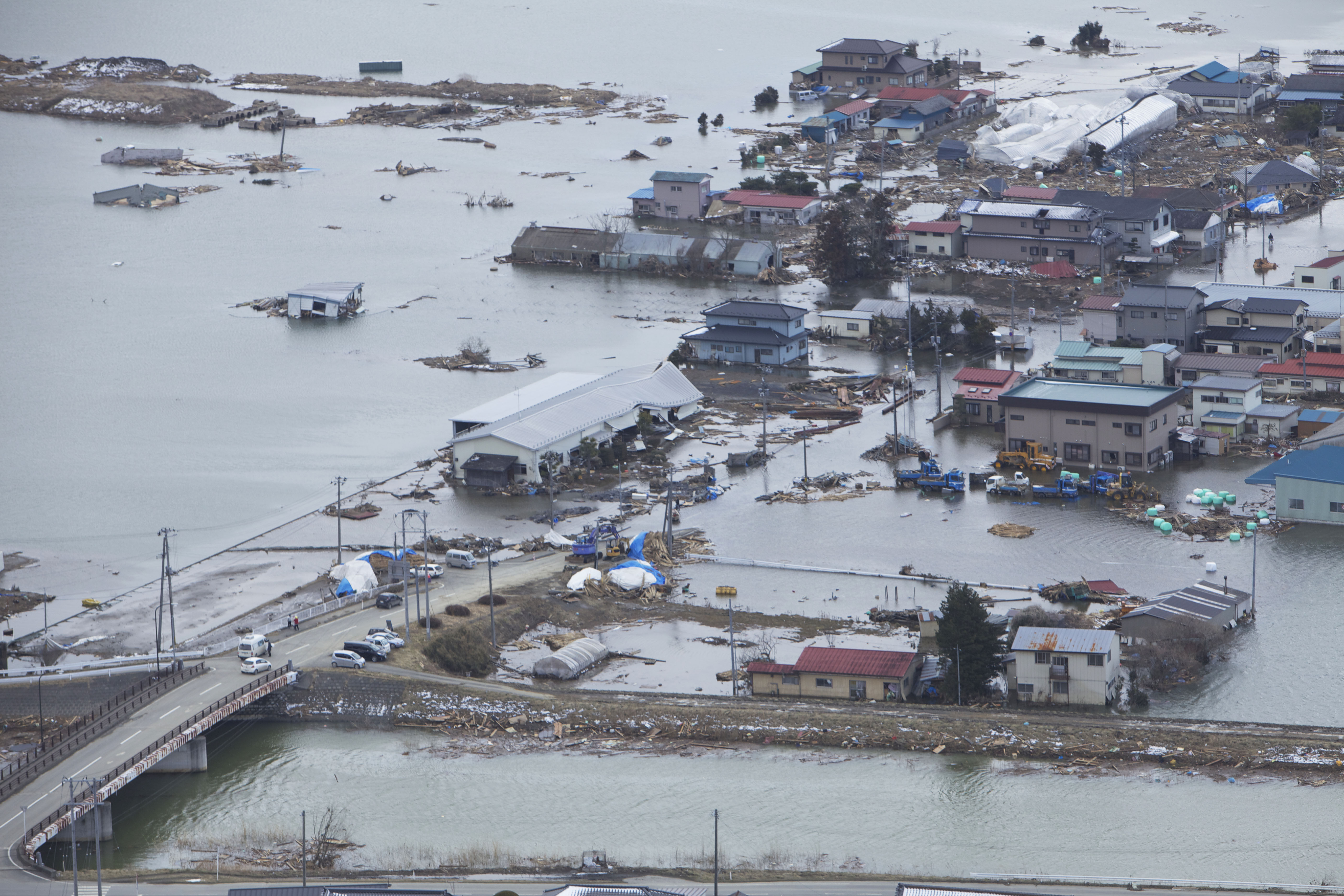
Jordbävning och tsunami i Japan.

- 11 mars – En kraftig jordbävning med en magnitud på cirka 9,0 slår till utanför Japans östra kust, en stor tsunami följer.
- 15 mars – Inbördeskriget i Syrien utbryter efter protester.
- 17 mars – FN:s säkerhetsråd röstar med siffrorna 10–0 för att inför en flygförbudszon över Libyen, som svar på den libyska statens våldsamma angrepp på civila.[9]
- 18 mars – Rymdsonden MESSENGER går in i bana runt Merkurius.[10]
- 19 mars – I samband med Muammar Gaddafis styrkors angrepp på civila,[11] påbörjas militärt ingripande under UNSCR 1973 då franska jaktflygplan spaningsflyger över Libyen.[12]
- 25 mars
  - SAAB Automobiles VD Jan Åke Jonsson meddelar att han tänker avgå i juni samma år.[13]
  - Vid en extrainsatt partikongress väljer de svenska Socialdemokraterna Håkan Juholt till ny partiledare efter Mona Sahlin.

### April
- 1 april – Förstörandelagen träder i kraft.
- 3 april – Parlamentsval hölls i Andorra.
- 4 april – I Sverige höjs bensinpriset till rekordnivån 14:38 SEK per liter.
- 5 april – Michel Martelly vinner presidentvalet i Haiti, han tar över presidentskapet den 14 maj[14].
- 11 april
  - Laurent Gbagbo, tidigare president i Elfenbenskusten, arresteras i sitt hem i Abidjan av valde presidenten Alassane Ouattaras anhängare med stöd av franska närvarande styrkor, vilket av många ses som slutet på krisen i Elfenbenskusten 2010 samt inbördeskriget.[15]
  - 15 personer omkommer och 204 skadas då en kraftig explosion inträffar vid tunnelbanestationen Kastrytjnitskaja i Vitrysslands huvudstad Minsk.
  - Det första avsnittet av Game of Thrones visas
- 17 april – I Finland hålls riksdagsval där det regerande centern går bakåt och Sannfinländarna ökar med 15 procentenheter och Samlingspartiet blir största parti.
- 25–28 april – Under tre dagar uppstår 362 tornador som sveper igenom i flera stater i södra USA, detta ses som en av de värsta tornadoutbrotten i USA:s historia[16].
- 28 april
  - Thailand och Kambodja har nu efter en veckas stridigheter kommit överens om ett krigsuppehåll[17].
  - I Sverige når bensinpriset en ny rekordnivå, 14:78 SEK per liter.
- 29 april – Bröllop hölls mellan prins William av Storbritannien och Kate Middleton i London, och ses totalt av två miljarder personer.[18]
- 30 april – Rester ifrån ett 70 miljoner år gammal fossil av en dinosaurie upptäcks av tre forskare i Lund.[19]

### Maj

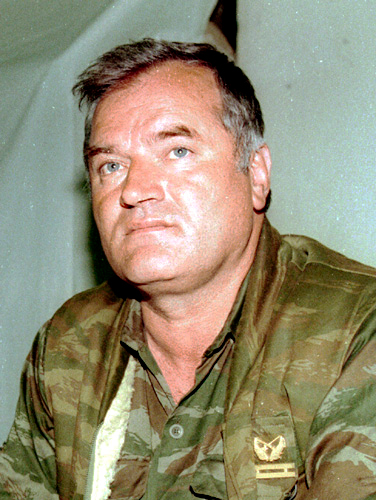
Den bosnienserbiske krigsförbrytaren Ratko Mladić grips i Serbien.

- 1 maj – Svarta lådan tillhörande Air France-flygplanet som havererade natten till den 1 juni 2009 hittas djupt ner i ett område i Atlanten av franska utredare.
- 2 maj – Usama bin Ladin skjuts till döds av amerikanska trupper i Abbottabad i Pakistan.[20]
- 3 maj
  - Konservativ seger i parlamentsvalet i Kanada 2011, det konservativa partiet får majoritet och socialdemokratiska NDP blir det näststörsta partiet.[21]
  - En tromb drar in i Nya Zeeland över staden Auckland, fjorton personer skadades och minst en person dödas[22].
  - En uppgörelse sker mellan företaget Saab och Kinas företag Hawtai, detta säkrar Saabs framtid. Saab ska finansieras av 150 miljoner euro och ska få komma in i den kinesiska marknaden[23]. Avtalet skrotas senare mellan de två företagen den 12 maj[24].
- 4 maj – Arkitekturskolan i Stockholm brinner, detta är en av Stockholms största bränder de senaste åren.
- 7 maj – En folkomröstning om att förändra valsystemet hålls i Storbritannien, nej-sidan vinner med 67,9 procent. Detta är ett stort bakslag för Liberaldemokraterna som velat förändra systemet till sin fördel[25].
- 8 maj – Våldsamma drabbningar sker mellan kristna och muslimer i Egypten, tolv människor dödas och över 230 skadas[26].
- 14 maj – Den 56:e upplagan av Eurovision Song Contest avgörs i Düsseldorf, Tyskland. Vinner gör Azerbajdzjans bidrag "Running Scared" med Ell & Nikki.Usama bin Ladin (till höger) skjuts ihjäl.

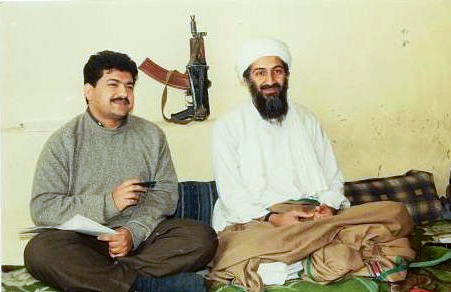
Usama bin Ladin (till höger) skjuts ihjäl.

- 17 maj – Den brittiska drottningen Elizabeth II besöker som första brittiska regent på hundra år Irland.
- 18 maj – Handelsbanken i Flen rånas av fyra gärningsmän. Rånarna skjuter mot anländande polis innan de flyr i en bil. Ett massivt polispådrag startar och helikoptrar samt Nationella Insatsstyrkan deltar i sökandet efter gärningsmännen.
- 21 maj – Åsa Romson och Gustav Fridolin väljs till nya språkrör för Miljöpartiet de gröna.
- 26 maj – Den bosnienserbiske krigsförbrytaren Ratko Mladić grips i Serbien.[27][28]
- 30 maj – I Tyskland beslutas att landets kärnkraft ska vara avvecklad senast år 2022.

### Juni
- 4 juni – Vulkanen Puyehue i Chile får ett utbrott och lamslår flygtrafiken i Sydamerika, Nya Zeeland och Australien.[29]
- 5 juni – Arabiska våren: Jemens president Ali Abdullah Saleh reser till Saudiarabien för behandling vid en skada han fått vid attacken mot presidentpalatset. Demonstranter firar då makten övergår till vicepresident Abd al-Rab Mansur al-Hadi.[30]
- 12 juni – Arabiska våren: Tusentals syrier flyr till Turkiet då syriska soldater belägrar Jisr ash-Shugur.[31]
- 13 juni – Vid en folkomröstning i Italien röstar en majoritet nej till återuppbyggnad av kärnkraften.
- 16 juni –  ILO antar en internationell konvention om att hushållsanställda skall ges rätt till reglerade arbetsförhållanden och lön på det aktuella landets miniminivå.[32]
- 17 juni – Centerpartiets partiledare Maud Olofsson meddelar att hon avgår vid partistämman i Åre i september 2011.[33]
- 22 juni – Jyrki Katainen tillträder som Finlands statsminister.

### Juli
- 1 juli

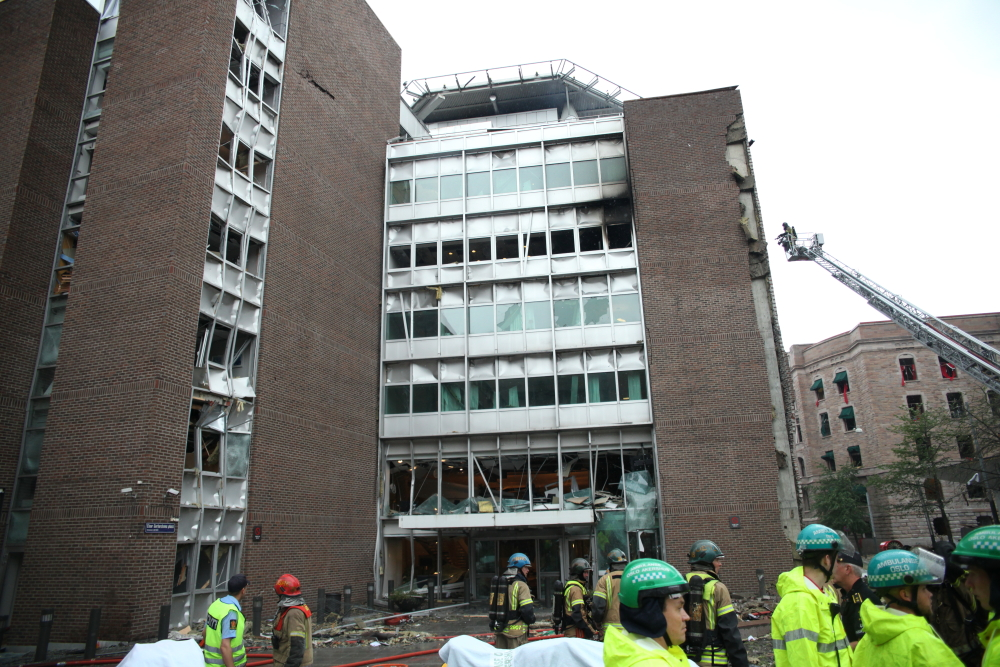
Terrorattentaten i Norge.

  - Albert II av Monaco gifter sig med Charlene Wittstock vid en borgerlig ceremoni, samt en kyrklig ceremoni dagen därpå.
  - Polen övertar ordförandeskapet i Europeiska unionens råd efter Ungern.
- 6 juli – IOK tillkännager att olympiska vinterspelen 2018 kommer att hållas Pyeongchang i Sydkorea.
- 8 juli – Det sista uppdraget med rymdfärjan Space Shuttle inleds med Atlantis.[34]
- 9 juli – Sydsudan förklaras som självständig stat.[35]
- 10 juli – Efter 168 års utgivning läggs den brittiska tidningen News of the World ner efter en uppmärksammad avlyssningsskandal.
- 17 juli – Japan segrar i fotbolls-VM för damer, som spelas i Tyskland.
- 20 juli
  - Goran Hadžić sätts i fängelse i Serbien, och blir den sista av 161 personer som åtalas vid Internationella krigsförbrytartribunalen för det forna Jugoslavien.[36]
  - FN förklarar att hungersnöd i södra Somalia, den första på över 30 år.[37]
- 21 juli – Atlantis landar framgångsrikt på Kennedy Space Center och därmed avslutas STS-135, och NASA:s rymdfärje-program slutförs.[38]
- 22 juli – Norge utsätts för de värsta terroristattackerna i efterkrigstid på norskt territorium, då 32-årige Anders Behring Breivik detonerar en kraftig sprängladdning i Oslos regeringskvarter, och därefter går till väpnad attack mot Arbeiderpartiets ungdomsförbunds (AUF) sommarläger på ön Utøya. Totalt dödas 77 människor i dessa attacker, varav de flesta är ungdomar.
- 27 juli–7 augusti – World Organization of the Scout Movement arrangerar 22:a världsjamboreen i Kristianstad i Sverige.
- 30 juli – 15 dödas och 42 skadas under en serie terroristattacker genomfört av en grupp uiguriska män. Attackerna genomfördes i staden Kashgar, Kina.

### Augusti

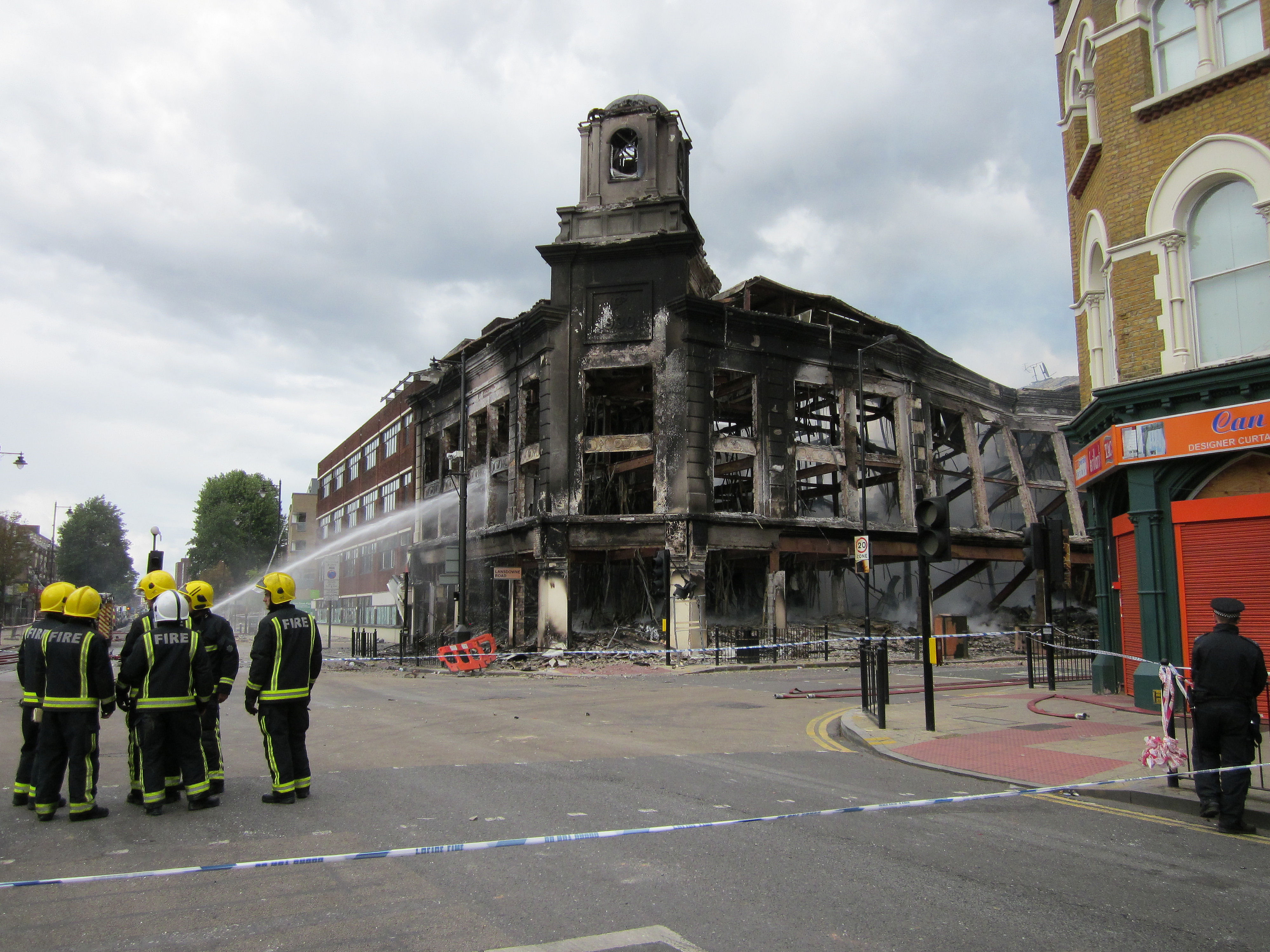
Kravallerna i England 2011.

- 1 augusti – Stockholm Pride i Sverige äger rum.
- 6–10 augusti – Kravallerna i England 2011 pågår.
- 11 augusti – En 57-årig terrorist skjuter och detonerar bomber omkring sig i Estlands försvarsdepartement i Tallinn. Gärningsmannen skjuts till döds av den estniska insatsstyrkan.
- 26 augusti – Minst 53 människor dödas i en attack med brandbomber mot ett kasino i staden Monterrey i norra Mexiko.
- 27 augusti–4 september – Världsmästerskapen i friidrott arrangeras i Daegu, Sydkorea.

### September

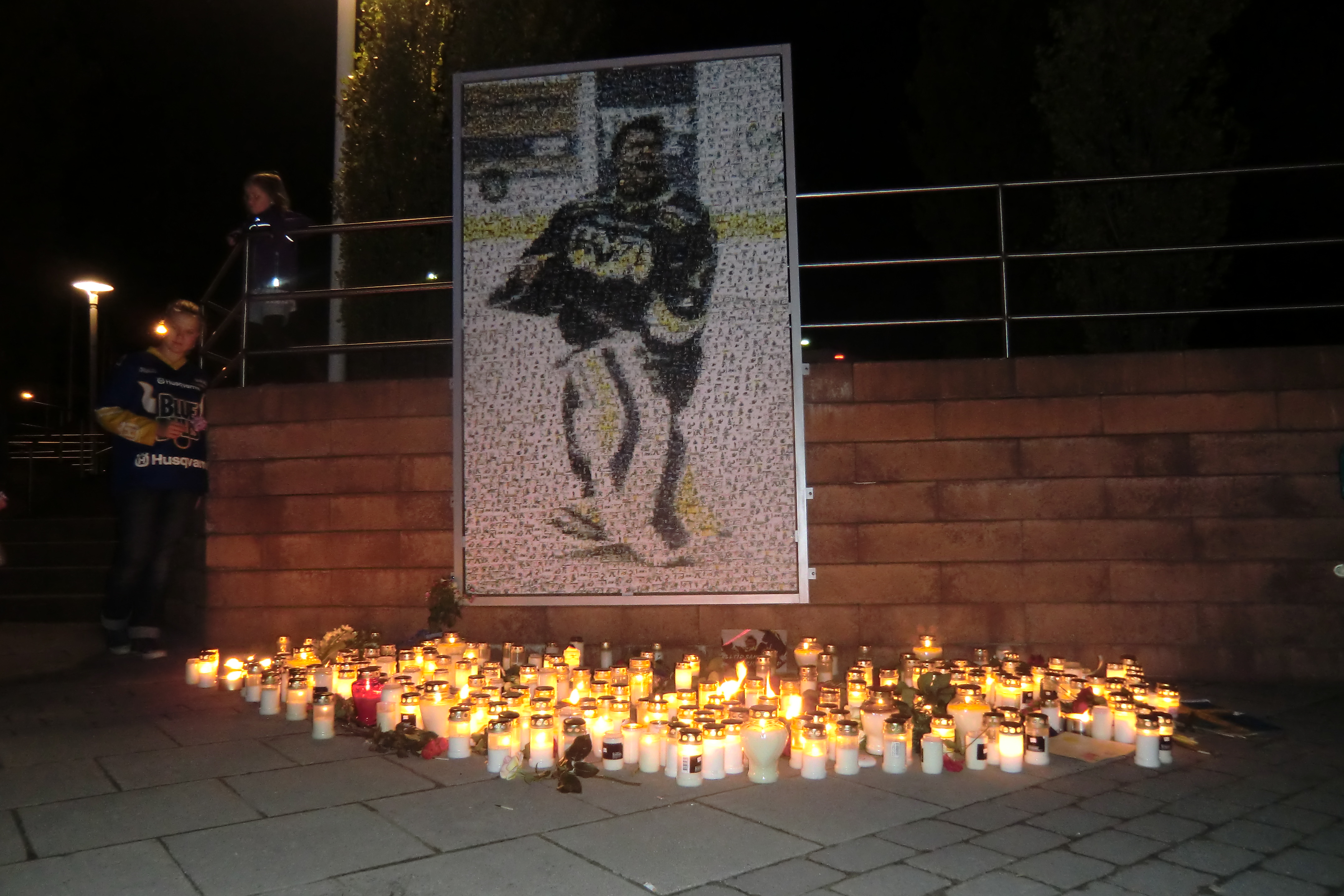
Mosaiktavla föreställande Stefan Liv den 7 september 2012.

- 7 september –  Ett passagerarplan av typen Jakovlev Jak-42, med hela ishockeylaget från Lokomotiv Jaroslavl från Kontinental Hockey League ombord, störtar nära Jaroslavl i västra Ryssland. Planet är på väg till Minsk i Vitryssland, där laget skulle inleda KHL-säsongen 2011–2012 mot HK Dinamo Minsk. Totalt omkommer 44 personer i olyckan, däribland den svenske målvakten Stefan Liv.
- 15 september – I Danmark hålls val till Folketinget där det röda blocket segrar över det regerande borgerliga blocket. När de röda några veckor senare förväntas bilda regering blir de danska socialdemokraternas partiledare Helle Thorning-Schmidt Danmarks första kvinnliga statsminister.
- 19 september – Ett kraftigt jordskalv på gränsen mellan Indien och Nepal kräver minst 63 människors liv.
- 20 september
  - En kraftig explosion inträffar i Turkiets huvudstad Ankara utanför ett myndighetskontor. Totalt dödas nio personer och över 30 personer skadas. Inrikesminister Idris Naim Sahin bekräftar att det var ett terrordåd.
  - Ett tåg i Tyskland kolliderar med en bil. Femtio personer skadas, varav nio allvarligt.
- 23 september
  - Annie Lööf blir ny partiledare för Centerpartiet efter Maud Olofsson.
  - Palestinska myndigheten lämnar in ansökan om medlemskap i Förenta nationerna.

### Oktober

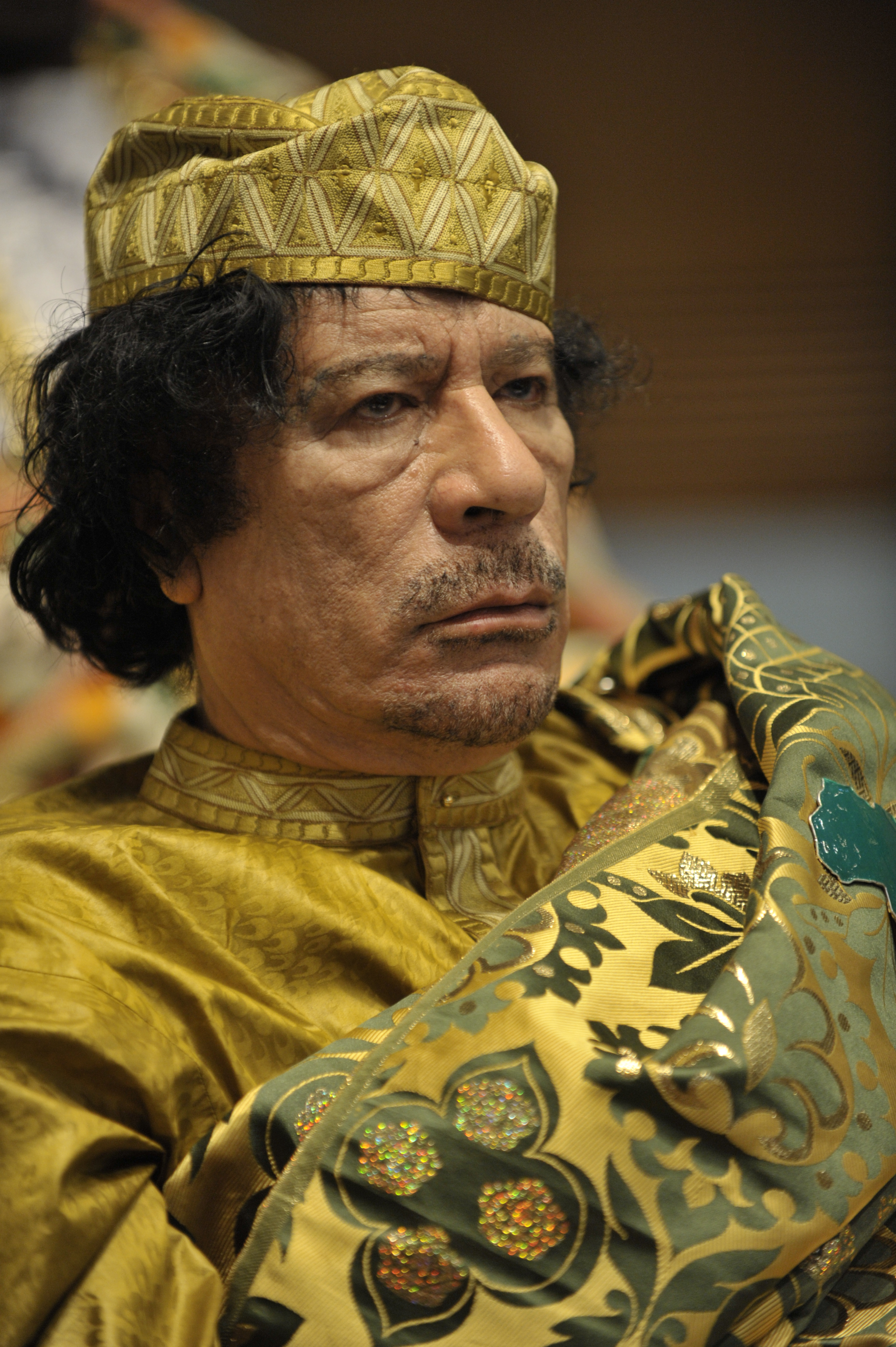
Muammar al-Gaddafi skjuts ihjäl.

- 3 oktober – Helle Thorning-Schmidt efterträder Lars Løkke Rasmussen och blir därmed Danmarks första kvinnliga statsminister.
- 5 oktober – En ny motorväg mellan Enånger och Hudiksvall invigs.
- 7 oktober – De svenska Socialdemokraternas partiledare Håkan Juholt blir påkommen med att ha tagit ut för mycket bidrag för sin övernattningslägenhet.
- 9 oktober – Vänsterpartiets partiledare Lars Ohly och Socialdemokraternas partiledare Håkan Juholt meddelar att de hoppar av en partiledardebatt som skulle hållits i TV-programmet Agenda följande söndag. Anledningen var att SVT ville att Ohly, Juholt och Miljöpartiets Åsa Romson skulle stå på samma sida som Sverigedemokraternas Jimmie Åkesson.[39]
- 11 oktober – Ukrainas före detta premiärminister Julia Tymosjenko döms till sju års fängelse för maktmissbruk.
- 16 oktober – Ljungbyfallet inträffar.
- 17 oktober – SJ AB presenterar sina nya SJ 3000-tåg.
- 18 oktober – En explosion inträffar i den turkiska staden Bitlis. Fem poliser och fyra civila dödas och två civila skadas i explosionen. Laddningen ska ha varit placerad vid vägkanten och utlösts med fjärrkontroll. Den kurdiska rebellgruppen PKK misstänks för dådet.
- 19 oktober – PKK överfaller turkiska soldater, varvid totalt 24 soldater dödas och 18 skadas i staden Hakkari.
- 20 oktober – Libyens förre ledare Muammar al-Gaddafi grips av rebellerna och blir skjuten i båda benen samt i huvudet. Gaddafi skadas allvarligt och dör senare av skadorna.
- 23 oktober
  - En kraftig jordbävning med magnituden 7,2 på Richterskalan drabbar staden Van i Turkiet. 604 personer har hittats döda och 4 152 personer har hittats skadade. Landets myndigheter uppskattar att dödssiffran kan stiga till mellan 500 och 1000 personer.
  - Parlamentsval hölls i Schweiz.
- 31 oktober – Jordens befolkning når 7 miljarder.

### November

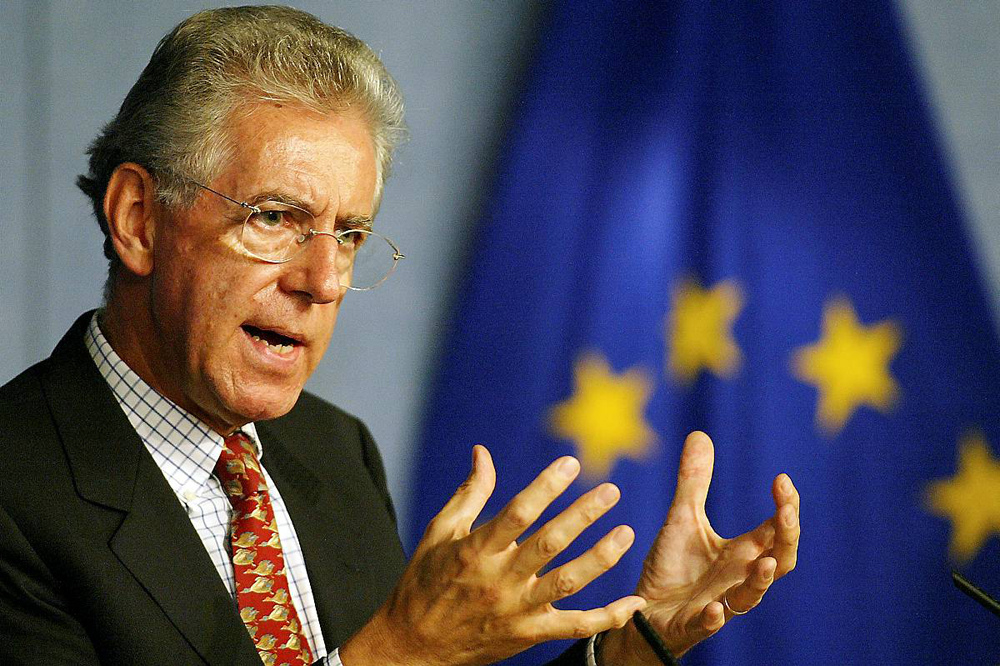
Mario Monti tillträder som Italiens premiärminister.

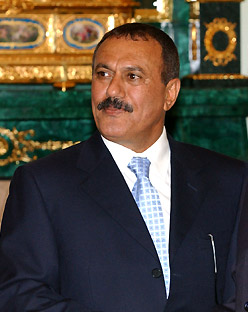
Jemens president Ali Abdullah Saleh avgår till följd av upproren mot hans regim.

- 9 november  – En kraftig jordbävning med magnituden 5,6 på Richterskalan drabbade staden Van i Turkiet för andra gången. 40 personer har hittats döda och över 30 personer har hittats skadade. Sist blev staden Van drabbade av en kraftig jordbävning med magnituden 7,2 den 23 oktober 2011 då 604 personer hittades döda.
- 11 november
  - Greklands premiärminister Giorgos Papandreou avgår efter en period med tilltagande politisk kris i landet, till följd av Greklands ekonomiska kris. Han efterträds av Lucas Papademos.
  - Mexikos inrikesminister Francisco Blake Mora och sju andra personer omkommer i en helikopterhaveri nära Mexico City.
- 12 november
  - Minst 27 människor omkommer i en explosion på en militärförläggning väster om den iranska huvudstaden Teheran.
  - Italiens premiärminister Silvio Berlusconi avgår.
- 16 november – Mario Monti tillträder som Italiens premiärminister.
- 18 november – Minecraft uppdateras till fullversion (1.0)
- 20 november – Parlamentsvalet i Spanien 2011
- 23 november – Jemens president Ali Abdullah Saleh avgår till följd av upproren mot hans regim.
- 25 november
  - Partiell solförmörkelse.
  - Parlamentsval hölls i Marocko.

### December
- 4 december

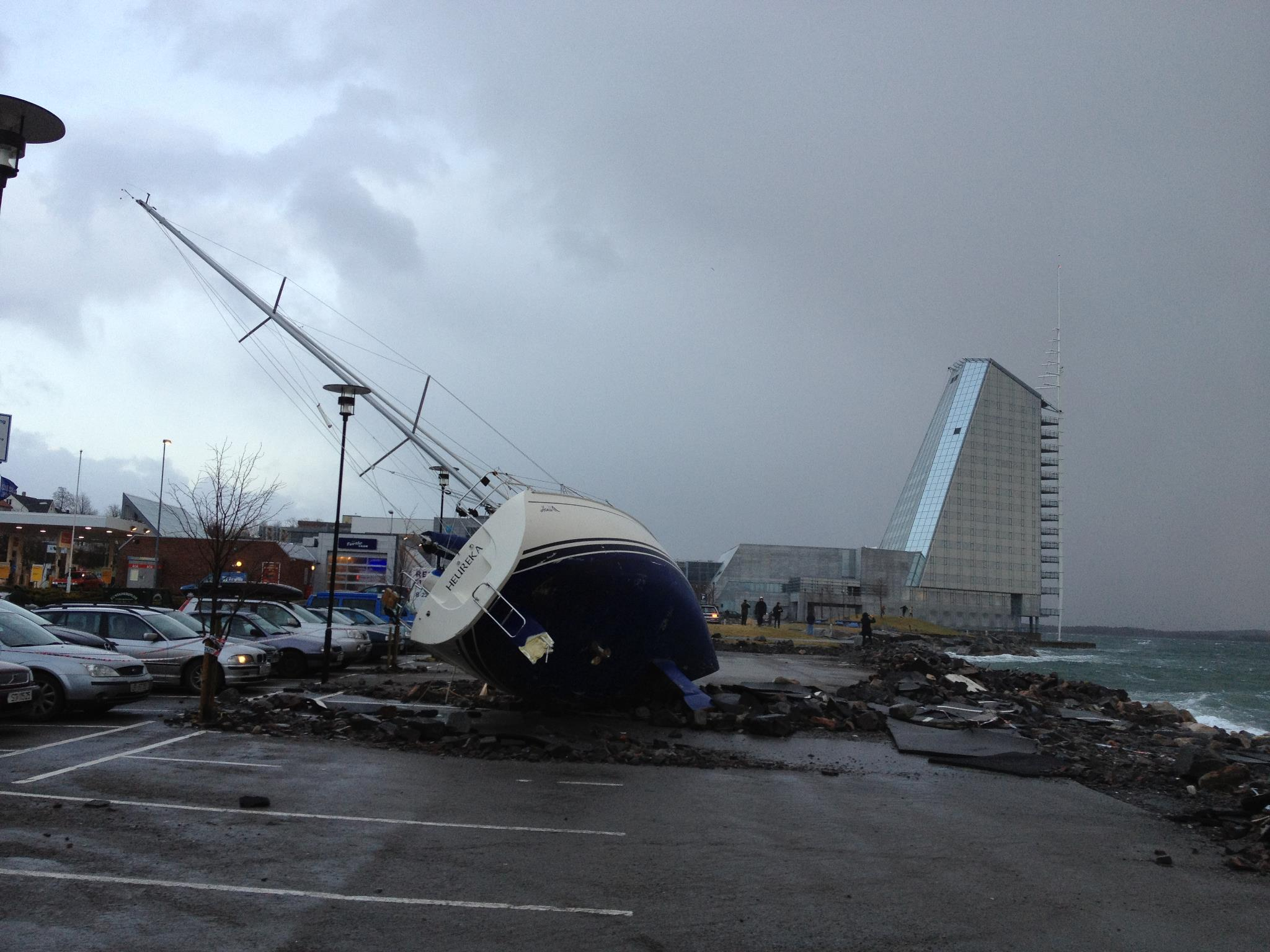
Stormen Dagmar.

  - Val till det ryska parlamentet hålls, där Enade Ryssland behåller regeringsmakten men anklagas för valfusk.
  - Val hålls i Slovenien.
- 9 december – Minst 88 människor omkommer i en brand på ett sjukhus i staden Calcutta i Indien. Enligt uppgifterna har patienter blivit rökförgiftade i sömnen.
- 13 december
  - Sex personer dödas och 125 skadas när 33-årige Nordine Amrani spränger två bomber utanför ett palats i den belgiska staden Liège.
  - Två personer omkommer och tre skadas när skottlossning sker vid två olika gatumarknader i Florens, Italien. Gärningsmannen, som haft anknytning till högerextrema kretsar, begår därefter självmord. Samtliga offer är av senegalesiskt ursprung, och enligt de italienska myndigheterna har gärningsmannen rasistiska motiv.
- 14 december – Två personer dödas och ett tiotal skadas när en buss och lastbil frontalkrockar på Riksväg 26, Riksväg 47 mellan Mullsjö och Jönköping i Sverige.
- 19 december – Personbilstillverkaren Saab Automobile begär sig via Swedish Automobile i konkurs vid Vänersborgs tingsrätt.[40]
- 24 december – Omfattande demonstrationer genomförs i Ryssland mot maktpartiet Enade Rysslands valfusk.
- 25–26 december – Stormen Dagmar drar in över norra och mellersta Sverige och skapar stor förödelse.
- 31 december – Samoa övergår från tidszonen UTC-11 till UTC+13

## Födda
- 8 januari
  - Vincent, dansk prins.
  - Josephine, dansk prinsessa.

## Avlidna

### Januari
- 2 januari
  - Pete Postlethwaite, 64, brittisk skådespelare.
  - Anne Francis, 80, amerikansk skådespelerska.
- 4 januari – Mohammed Bouazizi, 26, tunisisk gaturförsäljare och utlösande faktor till Jasminrevolutionen.
- 5 januari – Assar Rönnlund, 75, svensk längdskidkåkare och radioprofil.[41]
- 10 januari
  - Maria Eriksson, 110, Sveriges äldsta levande person.
  - John Evert Härd, 79, svensk germanist, professor i tyska vid Uppsala universitet.
- 14 januari – Sun Axelsson, 75, svensk författare, kritiker och översättare.
- 15 januari – Susannah York, 72, brittisk skådespelare.
- 18 januari – Sargent Shriver, 95, amerikansk politiker, svåger till John F. Kennedy.
- 27 januari – Helena Henschen, 70, svensk formgivare och författare.
- 30 januari – John Barry, 77, brittisk kompositör, bland annat av filmmusik.
- 31 januari – Eunice Sanborn, 114, amerikansk kvinna, världens äldsta levande person.

### Februari
- 4 februari – Lena Nyman, 66, svensk skådespelerska.
- 6 februari
  - Per Grundén, 88, svensk operasångare och skådespelare.
  - Gary Moore, 58, nordirländsk sångare och gitarrist, bland annat i hårdrocksbandet Thin Lizzy.
- 16 februari – Len Lesser, 88, amerikansk skådespelare.
- 22 februari – Laila Westersund, 68, svensk revyartist, skådespelare och sångare.
- 25 februari – Jonas Ernelind, 34, svensk handbollsspelare.
- 27 februari – Necmettin Erbakan, 85, turkisk politiker.
- 28 februari – Jane Russell, 89, amerikansk skådespelerska.

### Mars
- 3 mars – Lasse Eriksson, 61, svensk komiker.
- 5 mars – Anna Öst, 100, svensk sångerska.
- 15 mars
  - Nathaniel Dwayne Hale, 41, amerikansk hiphopartist, känd under artistnamnet Nate Dogg.
  - Maj Lindström, 88, svensk sångerska och skådespelerska
- 17 mars
  - Michael Gough, 94, brittisk skådespelare.
  - Abdel Moneim El-Guindi, egyptisk boxare.
- 18 mars – Warren Christopher, 85, amerikansk politiker, utrikesminister 1993-1997.
- 20 mars – Göran Elwin, 71, svensk journalist.
- 23 mars – Elizabeth Taylor, 79, brittisk-amerikansk skådespelerska.
- 26 mars
  - Geraldine Ferraro, 75, amerikansk politiker, demokratisk vicepresidentkandidat 1984.
  - Diana Wynne Jones, 76, brittisk fantasy-författare.
  - Jan Svanlund, 69, svensk sportjournalist.

### April
- 2 april – Ragnar Nygren, 72, svensk musiker, medlem i Rockfolket.
- 3 april – Jackie Söderman, 83, svensk koreograf och regissör, bland annat till Hem till byn.
- 7 april – Leif Björklund, 68, svensk sångare och dragspelare, medlem i Rockfolket.
- 9 april – Sidney Lumet, 86, amerikansk filmregissör.
- 11 april – Angela Scoular, 65, brittisk skådespelare.
- 14 april
  - Trevor Bannister, 76, brittisk skådespelare (hjärtattack).
  - Walter Breuning, 114, amerikansk man, världens äldste levande man.
  - William Lipscomb, 91, amerikansk kemist, mottagare av Nobelpriset i kemi 1976.
- 15 april – Bernt Callenbo, 78, svensk regissör och skådespelare.
- 19 april – Grete Waitz, 57, norsk maratonlöpare.
- 22 april – Annalisa Ericson, 97, svensk skådespelerska och dansös.
- 29 april – Joanna Russ, 74, amerikansk Science fiction-författare.

### Maj
- 1 maj – Henry Cooper, 76, brittisk boxare.
- 2 maj – Usama bin Ladin, 54, saudisk terroristledare, grundare och ledare av al-Qaida.
- 14 maj – Birgitta Trotzig, 81, svensk författare och ledamot av Svenska Akademien.
- 16 maj – Edward Hardwicke, 78, brittisk skådespelare.
- 22 maj – Eva Moberg, 79, svensk författare och journalist, dotter till Vilhelm Moberg.
- 30 maj – Ricky Bruch, 64, svensk friidrottare.

### Juni
- 3 juni
  - James Arness, 88, amerikansk skådespelare.
  - Harry Bernstein, 101, brittisk-amerikansk författare.
- 4 juni
  - Lawrence Eagleburger, 80, amerikansk diplomat, utrikesminister 1992–1993.
  - Donald Hewlett, 90, brittisk skådespelare.
- 11 juni – Gunnar Fischer, 100, svensk filmfotograf, regissör och författare.
- 16 juni – Östen Mäkitalo, 72, svensk elektronikingenjör.
- 18 juni
  - Gustaf Kjellvander, 31, svensk musiker.
  - Clarence Clemons, 69, amerikansk saxofonist.
- 20 juni – Ryan Dunn, 34, amerikansk skådespelare och Jackass-medlem.
- 23 juni – Peter Falk, 83, amerikansk skådespelare.
- 25 juni – Sven "Plex" Pettersson, 84, svensk sportjournalist.

### Juli
- 4 juli – Otto von Habsburg, 98, österrikisk-tysk politiker, före detta kronprins av Österrike.
- 5 juli – Mika Myllylä, 41, finländsk längdskidåkare.
- 8 juli – Betty Ford, 93, amerikansk presidentfru, gift med Gerald Ford.
- 9 juli – Michael Burston "Würzel", 61, brittisk musiker, före detta Motörhead-gitarrist.
- 10 juli – Ragnar Lundberg, 86, svensk friidrottare.
- 11 juli – Facundo Cabral, 74, argentinsk folksångare och filosof, (mördad).
- 23 juli – Amy Winehouse, 27, brittisk soul-, jazz- och R&B-sångare.

### Augusti
- 3 augusti
  - Ingrid Luterkort, 101, svensk skådespelare.
  - Bubba Smith, 66, amerikansk idrottsman och skådespelare.
- 7 augusti
  - Harri Holkeri, 74, finländsk politiker, statsminister 1987–1991.
  - Marshall Grant, 83, amerikansk basist, bland annat i Johnny Cashs kompband Tennessee Two.
- 11 augusti – Jani Lane, 47, före detta sångare i amerikanska metal/hårdrocks-gruppen Warrant.
- 15 augusti
  - Sif Ruud, 95, svensk skådespelare.
  - Rick Rypien, 27, kanadensisk ishockeyspelare.
- 19 augusti – Gun Hägglund, 79, svensk radio- och tv-profil
- 26 augusti - Rune Molin, 80, svensk politiker, industriminister 1990-91

### September
- 7 september
  - Pavol Demitra, 36, slovakisk ishockeyspelare.
  - Aleksandr Karpovtsev, 41, rysk ishockeyspelare och ishockeytränare.
  - Igor Koroljov, 41, rysk-kanadensisk ishockeyspelare och ishockeytränare.
  - Stefan Liv, 30, svensk ishockeymålvakt.
  - Jan Marek, 31, tjeckisk ishockeyspelare.
  - Brad McCrimmon, 52, kanadensisk ishockeyspelare och ishockeytränare.
  - Karel Rachůnek, 32, tjeckisk ishockeyspelare.
  - Ruslan Salej, 36, vitrysk ishockeyspelare.
  - Kārlis Skrastiņš, 37, lettisk ishockeyspelare.
  - Josef Vašíček, 30, tjeckisk ishockeyspelare.
- 10 september – Cliff Robertson, 88, amerikansk skådespelare.
- 11 september – Christian Bakkerud, 26, dansk racerförare.
- 20 september
  - Per Unckel, 63, svensk moderat politiker, utbildningsminister 1991–1994.
  - Gaby Stenberg, 88, svensk skådespelerska.
  - Arvid Andersson, 92, svensk tyngdlyftare, känd som "Starke Arvid"
  - Annika Idström, 63, finsk författare
- 21 september
  - Paulette Dubost, 100, fransk skådespelare
  - Troy Davis, 42, amerikansk brottsling (avrättad)
- 25 september – Wangari Maathai, 71, kenyansk politiker och miljöaktivist, mottagare av Nobels fredspris 2004.
- 29 september – Rolf Zetterström, 91, svensk professor och läkare
- 30 september – Ralph Steinman, 68, kanadensisk immunolog och cellbiolog, mottagare av Nobelpriset i fysiologi eller medicin 2011.

### Oktober
- 1 oktober – Sven Tumba, 80, svensk ishockey-, fotbolls- och golfspelare.[42]
- 5 oktober
  - Steve Jobs, 56, amerikansk entreprenör, grundare av Apple.[43]
  - Charles Napier, 75, amerikansk skådespelare.
- 6 oktober – Birgit Rosengren, 98, svensk skådespelare
- 8 oktober
  - Ingvar Wixell, 80, svensk operasångare
  - Dennis Ritchie, 70, amerikansk datorpionjär, skapare av Unix och C.
- 10 oktober – Ulf Löfgren, 79, svensk barnboksförfattare och illustratör.
- 13 oktober – Barbara Kent, 103, kanadensisk stumfilmsskådespelare.
- 16 oktober – Henning Sjöström, 89, svensk advokat och författare
- 20 oktober – Muammar al-Gaddafi, 69, libysk militär, Libyens ledare 1969–2011.
- 24 oktober
  - Kjell Johansson, 65, svensk bordtennisspelare.
  - John McCarthy, 84, amerikansk datorpionjär inom artificiell intelligens, skapare av LISP.
- 29 oktober – Yngve Holmberg, 86, svensk politiker, partiledare för Högerpartiet 1965–1970.

### November
- 2 november – Sickan Carlsson, 96, svensk skådespelerska.[44]
- 7 november – Joe Frazier, 67, amerikansk boxare och världsmästare i tungvikt 1970–73.
- 20 november – Lasse Brandeby, 66, svensk skådespelare och komiker.
- 22 november – Svetlana Allilujeva, 85, sovjetisk-amerikansk författare, dotter till Josef Stalin.
- 29 november – Marianne Zetterström, 99, svensk journalist, författare och kåsör under signaturen Viola

### December
- 1 december – Christa Wolf, 82, tysk författare.
- 4 december – Sócrates, 57, brasiliansk fotbollsspelare.
- 7 december
  - Harry Morgan, 96, amerikansk skådespelare.
  - Jerry Robinson, 89, amerikansk serietecknare, känd för att skapat bland andra Jokern i Batmanserierna.
- 17 december – Kim Jong Il, 69, nordkoreansk militär, Nordkoreas ledare sedan 1994.
- 18 december – Václav Havel, 75, tjeckisk dramatiker och politiker, Tjeckiens president 1993-2003.[45]
- 26 december – Per Gerhard, 87, svensk regissör och teaterdirektör, son till Karl Gerhard.

## Priser och utmärkelser

### Nobelpriser[46]
- Fysiologi eller medicin – Bruce Beutler, Jules Hoffmann och Ralph Steinman
- Fysik – Saul Perlmutter, Brian Schmidt och Adam Riess
- Kemi – Dan Shechtman
- Litteratur – Tomas Tranströmer
- Fred – Ellen Johnson Sirleaf, Leymah Gbowee och Tawakkul Karman
- Sveriges Riksbanks pris i ekonomisk vetenskap – Thomas J. Sargent och Christopher A. Sims

### Fotnoter
1. ↑  ”United Nations Observances”. United Nations. Arkiverad från originalet den 5 maj 2010. https://web.archive.org/web/20100505054535/http://www.un.org/observances/years.shtml. Läst 30 november 2010.
2. ↑  ”Al-ManarTV:: South Sudan Referendum Wraps up, Khartoum Vows to Recognize Results 15/01/2011”. Almanar.com.lb. 15 januari 2011. Arkiverad från originalet den 31 augusti 2014. https://archive.is/20140831231028/http://iphone.almanar.com.lb/english/adetails.php?fromval=3&cid=21&frid=21&seccatid=60&eid=549. Läst 31 januari 2011.
3. ↑  Sudan referendum: what's being voted on and what will happen? The Telegraph. 8 januari 2011
4. ↑  ”Equipe aeropolicial improvisa e arrisca para resgatar vítimas das chuvas no RJ” (på Portugisiska). UOL (Folha). 20 januari 2011. http://www1.folha.uol.com.br/cotidiano/863364-equipe-aeropolicial-improvisa-e-arrisca-para-resgatar-vitimas-das-chuvas-no-rj.shtml. Läst 20 januari 2011.
5. ↑  Der Spiegel:  Havarierte "Waldhof": Säuretanker war 631 Tonnen zu schwer
6. ↑  ”Suicide bomber kills 31 at Russia's biggest airport”. Reuters. 24 januari 2011. http://www.reuters.com/article/idUSTRE70N2TQ20110124. Läst 24 januari 2011.
7. ↑  ”Hosni Mubarak resigns as president” (på engelska). AlJazeera. 11 februari 2011. http://english.aljazeera.net/news/middleeast/2011/02/201121125158705862.html. Läst 11 februari 2011.
8. ↑  Dicolo, Jerry A. (22 februari 2011). ”The Stealth Return of $100 Oil”. The Wall Street Journal. http://online.wsj.com/article/SB10001424052748703610604576158613735835374.html. Läst 12 mars 2011.
9. ↑  ”Libya February 17th – Keeping with the 2011 Libyan Revolution as it happens”. http://www.libyafeb17.com/.
10. ↑  ”Messenger probe enters Mercury orbit”. http://www.bbc.co.uk/news/science-environment-12761025., BBC den 18 mars 2011.
11. ↑  ”World leaders launch military action in Libya”. MSNBC.com. 19 mars 2011. http://www.msnbc.msn.com/id/42164455/ns/world_news-mideastn_africa/. Läst 19 mars 2011.
12. ↑  Kirkpatrick, David D. (19 mars 2011). ”France Sends Military Flights Over Libya”. The New York Times. http://www.nytimes.com/2011/03/20/world/africa/20libya.html. Läst 19 mars 2011.
13. ↑  ”Jonsson: "Inget hastigt beslut" – Saab – www.ttela.se”. Arkiverad från originalet den 28 september 2013. https://web.archive.org/web/20130928231439/http://ttela.se/ekonomi/saab/1.1162658-jonsson-inget-hastigt-beslut-.
14. ↑  ”Sångaren Michel Martelly vann valet i Haiti”. Expressen. Arkiverad från originalet den 8 april 2011. https://web.archive.org/web/20110408134334/http://www.expressen.se/nyheter/1.2390693/sangaren-michel-martelly-vann-valet-i-haiti. Läst skriven 5 april 2011 läst 3 maj 2011.
15. ↑  ”Gbagbo, wife in Ouattara's custody in I.Coast: UN | Top News | Reuters”. Af.reuters.com. 11 april 2011. Arkiverad från originalet den 26 april 2011. https://web.archive.org/web/20110426045833/http://af.reuters.com/article/topNews/idAFJOE73A0MX20110411. Läst 11 april 2011.
16. ↑  ”www.dn.se”. http://www.dn.se/nyheter/varlden/varsta-tornadoutbrottet-i-usas-historia. Läst 3 maj 2011, skriven 3 maj 2011.
17. ↑  ”Sveriges Radio”. 28 april 2011. http://sverigesradio.se/sida/gruppsida.aspx?programid=3304&grupp=6245&artikel=4477477. Läst 1 maj 2011.
18. ↑  Grimley, Naomi (29 april 2011). ”Royal wedding: The world watches William and Kate”. BBC News. http://www.bbc.co.uk/news/world-13245069. Läst 16 maj 2011.
19. ↑  ”Sveriges Radio”. 30 april 2011. http://sverigesradio.se/sida/gruppsida.aspx?programid=83&grupp=10974&artikel=4481382. Läst 1 maj 2011.
20. ↑  ”Usama bin Ladin död i USA-attack”. http://www.dn.se/nyheter/varlden/usama-bin-ladin-dod.Dagens Nyheter, 2 maj 2011
21. ↑  ”www.sr.se”. http://sverigesradio.se/sida/gruppsida.aspx?programid=3304&grupp=6240&artikel=4484536. Läst 3 maj 2011.
22. ↑  ”Förödande tromb in över Nya Zeeland”. YLE. 3 maj 2011. https://yle.fi/a/7-435159. Läst 3 maj 2011.
23. ↑  ”www.dn.se”. http://www.dn.se/ekonomi/saabs-kinesiska-avtal. Läst skriven 3 maj 2011, läst 3 maj 2011.
24. ↑  ”www.dn.se”. Arkiverad från originalet den 13 maj 2011. https://web.archive.org/web/20110513230442/http://www.dn.se/ekonomi/reinfeldt-oroande-att-saab-affaren-inte-holl. Läst läst 12 maj 2011 skriven 12 maj 2011.
25. ↑  ”www.svd.se”. http://www.svd.se/nyheter/utrikes/spant-efter-brittisk-folkomrostning_6146811.svd. Läst läst 9 maj 2011 skriven 7 maj 2011.
26. ↑  ”www.sr.se”. http://sverigesradio.se/sida/artikel.aspx?programid=83&artikel=4493633. Läst skriven 8 maj 2011 läst 9 maj 2011.
27. ↑  ”Ratko Mladic har gripits”. Sveriges Television. 26 maj 2011. https://www.svt.se/nyheter/utrikes/ratko-mladic-har-gripits. Läst 14 juli 2022.
28. ↑  Wardrop, Murray (26 maj 2011). ”Ratko Mladic: war crimes fugitive 'arrested in Serbia'”. The Daily Telegraph. Telegraph News and Media. http://www.telegraph.co.uk/news/worldnews/europe/serbia/8537878/Ratko-Mladic-war-crimes-fugitive-arrested-in-Serbia.html. Läst 26 maj 2011.
29. ↑  ”Svenska Dagbladet”. 5 juni 2011. http://www.svd.se/nyheter/utrikes/vulkanutbrott-i-chile_6220481.svd. Läst 20 juni 2011.
30. ↑  Londono, Ernesto (5 juni 2011). ”Yemeni crowds celebrate after president transfers power, flies to Saudi Arabia”. The Washington Post. The Washington Post. http://www.washingtonpost.com/world/middle-east/speculation-grows-on-yemeni-presidents-condition/2011/06/04/AGpN9xIH_story.html. Läst 5 juni 2011.
31. ↑  ”UN in call over Syrian refugee crisis”. RTÉ. 12 juni 2011. http://www.rte.ie/news/2011/0612/syria.html. Läst 12 juni 2011.
32. ↑  ”Hembiträden erkänns genom ny konvention”. LO-TCO Biståndsnämnd. 17 juni 2011. Arkiverad från originalet den 24 november 2012. https://web.archive.org/web/20121124075750/http://www.lotcobistand.org/hembitraden-erkanns-genom-ny-konvention. Läst 15 augusti 2011.
33. ↑  ”Sveriges Radio”. 17 juni 2011. http://sverigesradio.se/sida/artikel.aspx?programid=83&artikel=4560114. Läst 17 juni 2011.
34. ↑  ”Atlantis Blasts Off on Final Flight for Space Shuttle Program”. FOX News Network, LLC. http://www.foxnews.com/scitech/2011/07/08/atlantis-blasts-off-on-final-flight-for-space-shuttle-program/. Läst 8 juli 2011.
35. ↑  ”"South Sudan backs independence – results"”. http://www.bbc.co.uk/news/world-africa-12379431. BBC News 7 februari 2011
36. ↑  ”The Associated Press: Serbia arrests last Balkan war crimes fugitive”. Google.com. Arkiverad från originalet den 20 juli 2011. https://web.archive.org/web/20110720111844/http://www.google.com/hostednews/ap/article/ALeqM5gN0BSyDw5sirbLulQXqgi4DslMtQ?docId=9188fbcd8b194ff79407247b3df94840. Läst 21 juli 2011.
37. ↑  ”Somalia on verge of famine”. CBC News. 18 juli 2011. http://www.cbc.ca/news/world/story/2011/07/18/un-famine-east-africa.html. Läst 18 juli 2011.
38. ↑  Staff (21). ”Atlantis Completes Final Space Shuttle Program Landing at 5:57 a.m. EDT”. NASA. http://www.nasa.gov/mission_pages/shuttle/main/index.html. Läst 21 juli 2011.
39. ↑  ”S och V hoppar av söndagens partiledardebatt”. SVT. 7 oktober 2011. http://www.svt.se/nyheter/sverige/s-och-v-hoppar-av-sondagens-partiledardebatt.
40. ↑  ”Muller: "Jag är förtvivlad och rasande"”. Sveriges Television. Arkiverad från originalet den 31 januari 2012. https://web.archive.org/web/20120131163421/http://svt.se/svt/jsp/Crosslink.jsp?d=22620&a=2650920. Läst 29 december 2011.
41. ↑  ”Assar Rönnlund har gått bort”. http://www.aftonbladet.se/sportbladet/vintersport/skidor/article8373718.ab.
42. ↑  ”Dagens Nyheter”. 1 oktober 2011. http://www.dn.se/sport/ishockey/sven-tumba-dod. Läst 6 oktober 2011.
43. ↑  ”Dagens Nyheter”. 6 oktober 2011. http://www.dn.se/ekonomi/steve-jobs-dod. Läst 6 oktober 2011.
44. ↑  ”Sickan Carlsson har avlidit”. Sveriges Television. Arkiverad från originalet den 4 november 2011. https://web.archive.org/web/20111104135330/http://svt.se/2.22620/1.2588722/sickan_carlsson_dod. Läst 2 november 2011.
45. ↑  ”Vaclav Havel avliden”. Dagens Nyheter. http://www.dn.se/nyheter/varlden/vaclav-havel-avliden. Läst 18 december 2011.
46. ↑  ”Nobelpriset”. https://www.nobelprize.org/prizes/lists/all-nobel-prizes/. Läst 15 december 2011.